# 前204年
| 千纪： | 前1千纪 |
| 世纪： | 前4世纪 \| 前3世纪 \| 前2世纪                                                                                         |
| 年代： | 前230年代 \| 前220年代 \| 前210年代 \| 前200年代 \| 前190年代 \| 前180年代 \| 前170年代                               |
| 年份： | 前209年 \| 前208年 \| 前207年 \| 前206年 \| 前205年 \| 前204年 \| 前203年 \| 前202年 \| 前201年 \| 前200年 \| 前199年 |
| 纪年： | 汉王三年 |

## 大事记
- 濰水之戰，韓信與曹參灌嬰攻破齊都臨淄後向東追擊齊王田廣，陈武、蔡寅、丁复、王周、陈涓和吕泽聯軍擊敗處於劣勢齊楚聯軍。
- 滎陽之戰，劉邦被項羽洛陽相持之際，韓信請封為齊國假王。
- 罗马攻入迦太基本土。
- 赵佗起兵兼并桂林郡和象郡，在岭南地区建立南越国，自称“南越武王”。
- 埃及托勒密王朝托勒密四世逝世，王位繼承人托勒密五世年僅五歲，爆發一場爭奪攝政權的血腥衝突，國力大幅衰退。

## 逝世
- 紀信，汉王刘邦將領，相傳在滎陽之戰做為劉邦的替身被項羽處死。
- 共敖，临江国王。前204年七月死，子共尉襲位。
- 酈食其，汉王刘邦谋臣。前204年被齐王田广烹杀。
- 范增，西楚霸王项羽重要谋臣。前204年在回乡途中因背疽发作而死在路上。
- 魏豹，被項羽封為西魏王。前204年，劉邦令魏豹守滎陽，楚軍圍城時，另一守將周苛認為豹不可靠，遂殺豹。
- 托勒密四世，埃及托勒密王朝第四任法老，托勒密三世與昔蘭尼女王貝勒尼基二世的兒子。